# Jean-Pierre Lévy (résistant)
Pour les articles homonymes, voir Jean-Pierre Lévy et Lévy.
Jean-Pierre Lévy, né le 28 mai 1911 à Strasbourg et mort le 15 décembre 1996 à Paris, est le chef de l'un des trois grands mouvements de Résistance française, Franc-Tireur.

## Biographie
Né à Strasbourg le 28 mai 1911 dans une famille juive installée en Alsace depuis plus de deux siècles, Jean-Pierre Lévy connaît deux nationalités. Allemand de naissance, il devient français en 1918. Son père, négociant, meurt alors qu'il n'a que 10 ans et demi. Bachelier en droit, il étudie à l'institut d'enseignement commercial supérieur de sa ville natale. L'apprentissage de son métier le conduit à parcourir de nombreuses villes de France comme Lyon, Marseille, Bordeaux, Toulouse et Paris où il établit des liens qui s'avèreront précieux lors de sa période de clandestinité. Il effectue son service militaire en 1930 où il suit une formation d'élève officier de réserve près de Poitiers. Il travaille ensuite comme agent commercial puis comme représentant à Lyon de l'entreprise de filature et de tissage Weill et Cie.
Mobilisé en 1939 comme lieutenant de réserve, puis démobilisé après l'armistice de juin 1940, il se fixe avec sa famille à Lyon en septembre 1940 et noue progressivement divers contacts, non seulement avec des alsaciens réfugiés comme lui, mais aussi avec Élie Péju, un entrepreneur en déménagement, qui a créé dès septembre 1940 avec quelques amis un modeste mouvement de résistance, appelé France Liberté et qui édite un journal clandestin du même nom.
Jean-Pierre Lévy apporte immédiatement à ce petit groupe dont il est le plus jeune et le moins politisé sa puissance de travail et son sens de l'organisation. Son statut de célibataire, libre de toute charge de famille, ainsi que son métier de cadre commercial d'une entreprise de textile l'amenant à se déplacer beaucoup dans toute la zone non occupée et donc à nouer de nombreux liens, font de lui à partir de 1941 la cheville ouvrière du mouvement. En novembre 1941, le mouvement prend le nom de Franc-Tireur et Jean-Pierre Lévy en est le chef.
Il est arrêté une première fois par la police française le 24 octobre 1942, dans l'appartement lyonnais qui sert de quartier général au mouvement. Les jeunes membres France Pejot (future mère de Jean-Michel Jarre) et Micheline Altmann parviennent à orienter les soupçons sur elles en s'avouant résistantes pour permettre la fuite de leur leader. À cet égard, France Pejot reçoit la médaille de la Résistance que le général de Gaulle lui fait parvenir par un parachutiste venu de Londres.
Fin 1942, incité par Jean Moulin à fondre Franc-Tireur dans une organisation plus large et plus efficace, Jean-Pierre Lévy se trouve confronté dans les négociations aux fortes personnalités que sont Emmanuel d'Astier de La Vigerie et Henri Frenay, chefs respectifs des puissants mouvements de résistance de la zone sud Libération-Sud et Combat. Dominique Veillon, la biographe de Jean-Pierre Lévy, note que celui-ci apparaît comme un novice en face des deux ténors, plus âgés et expérimentés, mieux introduits politiquement et qui dès lors peuvent se montrer condescendants à son égard. Mais le « soutien favorable et modérateur » constant de Lévy à la personne de Jean Moulin dès le début de 1942, ainsi que son engagement dans le projet d'union contrairement à ses deux pairs qui restent réticents, s'avèrent essentiels dans le dénouement : la création des Mouvements unis de la Résistance (MUR) en janvier 1943, par la fusion des trois mouvements. Il en devient commissaire aux Renseignements et à l'Administration, d'Astier commissaire aux Affaires politiques et Frenay commissaire aux Affaires militaires.
En avril 1943, Lévy est reçu par de Gaulle à Londres, où il reste jusqu'au mois de juillet ; il ne peut donc pas représenter son mouvement Franc-Tireur lors de la création du Conseil national de la Résistance en mai 1943. En juin 1943, encore à Londres, Jean-Pierre Lévy — d'une « influence modératrice et constructive […], dont on ne dira jamais assez quel rôle bénéfique il joua » — soutient Jacques Bingen (alors responsable au sein du BCRA des affaires civiles en France occupée) dans ses admonestations à André Philip (alors commissaire à l'Intérieur de la France libre) en faveur de Jean Moulin accusé à tort par Emmanuel d'Astier de mauvaise répartition des subventions envoyées de Londres à la Résistance, alors qu'en réalité d'Astier, ainsi que Frenay, cherchaient à retrouver l'autonomie de leur mouvement de résistance respectif vis-à-vis de la tutelle exercée par Moulin pour le compte de la France libre.
Il revient ensuite à Lyon, puis se fixe à Paris où il est arrêté au domicile de Gilbert Védy, membre du mouvement Ceux de la Libération, en octobre 1943. Il est alors interné à la prison de la Santé pendant 8 mois. Il est libéré le 12 juin 1944 par un commando des corps francs des MUR dirigé par Charles Gonard, qui profite d'un transfert à la prison de Fresnes pour neutraliser l'escorte allemande du convoi dans une rue de Villejuif.
Après la Libération, Jean-Pierre Lévy devient commissaire provisoire de l'Office professionnel de l'industrie du cuir. Il est nommé en 1947 directeur des industries diverses et des textiles au ministère de l'industrie et du commerce, une fonction qu'il exerce jusqu'en 1970. De 1944 à 1954, il exerce également comme administrateur du quotidien parisien Franc-Tireur racheté en 1957 par Cino del Duca pour paraîtra ensuite sous le titre de Paris-Journal. Entre 1957 et 1969, Jean-Pierre Lévy est administrateur aux Houillères d'Auvergne, à la régie Renault et à l'Office national des forêts. Nommé en 1970 conseiller d'État en service extraordinaire, il préside entre 1971 et 1976 le Centre national pour l'exploitation des océans.
Homme discret, il s'occupe avec abnégation de plusieurs associations et oeuvres liées à la Résistance. Il est notamment le fondateur de la Fondation de la Résistance et s'engage au sein du Comité des œuvres sociales des organisations de la Résistance (COSOR).
Dans son discours prononcé le 19 décembre 1964 pour le transfert des cendres de Jean Moulin au Panthéon, André Malraux dira : « Jean Moulin n'a nul besoin d'une gloire usurpée : ce n'est pas lui qui a fondé Combat, Libération, Franc-Tireur : c'est Frenay, d'Astier, Jean-Pierre Lévy. ».
Il meurt à Paris le 15 décembre 1996 à l'âge de quatre-vingt-cinq ans,.
Ses mémoires inachevées, Mémoires d'un franc-tireur : itinéraire d'un résistant (1940-1944), éditées par Dominique Veillon, sont publiées à titre posthume en 1998.

## Distinctions et hommages

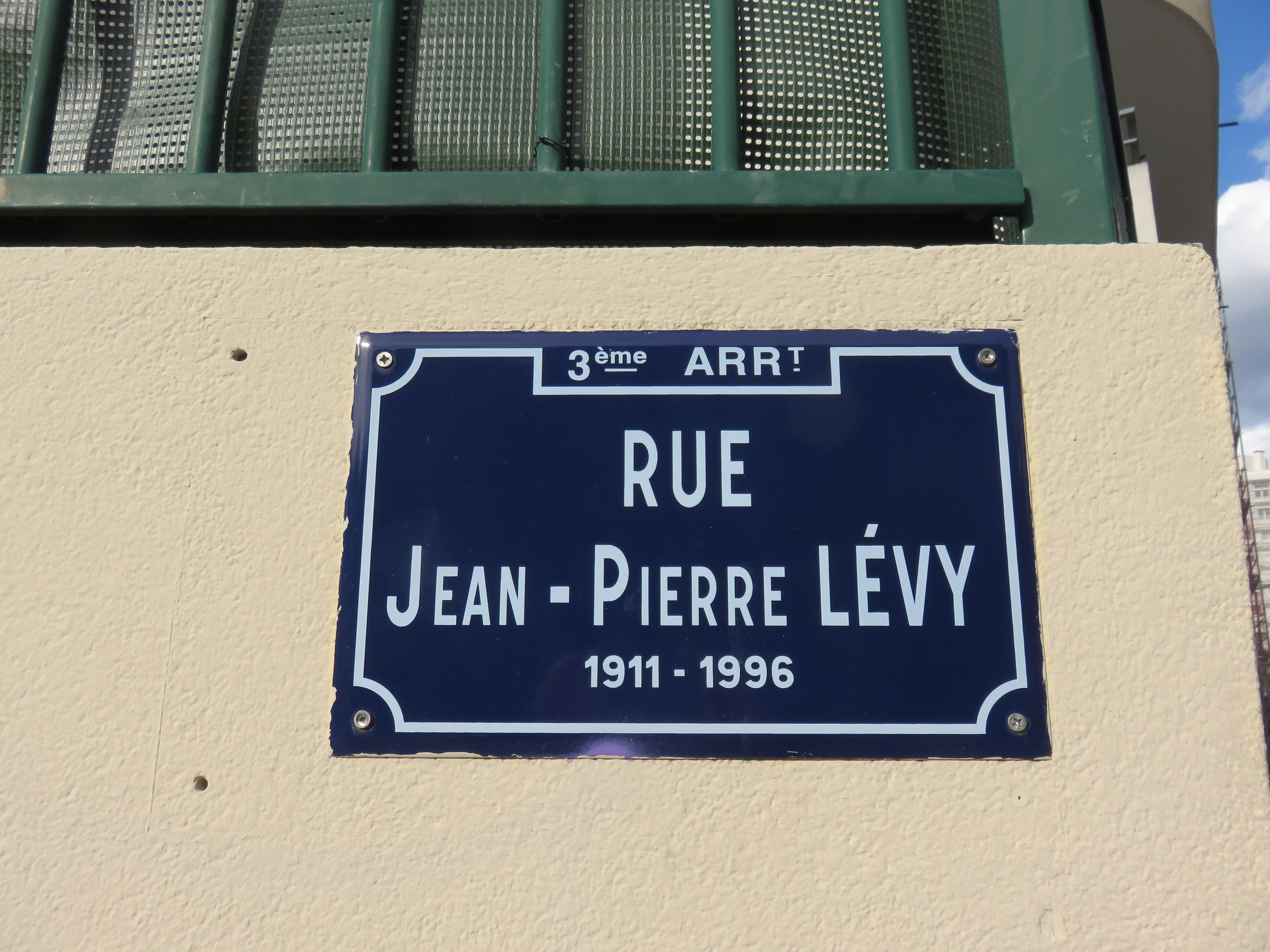
Plaque de la rue de Lyon.

Il est reconnu« Interné résistant ».
- Grand-croix de la Légion d'honneur
- Compagnon de la Libération par décret du 24 mars 1943.
- Grand officier de l'ordre national du Mérite
- Croix de guerre 1939-1945, palme de bronze[16]
- Médaille de la Résistance française par décret du 31 mars 1947[19]
- Croix du combattant volontaire de la Résistance
- Officier de l'ordre du Mérite agricole
- Commandeur de l'ordre du Mérite commercial
- Commandeur de l'ordre du Mérite artisanal
- En 2006, la place Jean-Pierre-Lévy dans le 8e arrondissement de Paris est inaugurée en son honneur. Une rue de Lyon porte également son nom.
- En 2007, une allée Jean-Pierre-Lévy à Strasbourg (sa ville natale) est inaugurée, entre l'avenue du Général-de-Gaulle et le pont Churchill, près de l'université Marc-Bloch[20],[21].

### Dans la culture populaire
- Résistance, mini-série française, créée par Dan Franck : joué par Richard Berry.